# 武家様文書
武家様文書（ぶけようもんじょ）は、日本の古文書研究における区分の1つで、主に武家において用いられた文書様式を指す。

## 分類
大きく分けると、
- 下文
- 下知状
- 御教書・奉書
- 直札・書下
- 印判状

に分類可能である。

## 概要
鎌倉幕府成立当初は、公家様文書である下文・御教書が採用され、続いて中間形態である下知状が成立した。下文は鎌倉幕府の長である鎌倉殿（将軍）が、地頭職などの補任、所領の給付及び安堵、訴訟の判決に対する公験など、重要な文書に用いられた。なお、下文には差出所非記入の袖判下文と家政機関である政所を差出所とする政所下文の2種があり、鎌倉殿が従三位に叙任されて政所設置の許しが出ると袖判下文より政所下文に移行した（なお、皇親である宮将軍は政所設置権を有していたため、当初より政所下文で発行されていた）。摂家将軍以後において下文は知行充行と譲与安堵の2件に限られ、後に譲与安堵も譲状外題で行うことになったため、下文はもっぱら知行充行のための文書となる。下知状は最初のうちは鎌倉殿の意思を右筆が作成・署名した文書であったが、後に執権が署名を行うようになり、執権・連署による命令文書と同じ役目を果たすようになった。下知状は六波羅探題や鎮西探題が管下の御家人に鎌倉からの命令を伝達するために作成する場合もあるため、鎌倉で作成された下知状は特に関東下知状と呼ばれた。御教書は召状・問状など手続法上の文書や期限を限定した用途に用いられ、下知状と同様の発給手続が取られた。なお、袖判下文は北条氏や足利氏のような有力御家人が自己の家臣に対して発給する事例もあった。
室町幕府は初期においては名目上室町殿（将軍）が直接政務を行ったために政所下文が存在せず、また下知状や御教書も室町殿が直接出す形式を採った。ただし、観応の擾乱以前は室町殿の権限が分割されており、実際には発給者が2人いる状態が長く続いた（室町幕府参照のこと）。その後、御教書を直札形式にして室町殿自身が発給して自ら花押を記す御判御教書が出現し、室町幕府における最も重要な文書とされた。この結果、下文・下知状は管領や奉行衆が室町殿の御判御教書に替わる文書を発給する場合に限定されるようになり、それも次第に行われなくなった。その一方で、御教書が担ってきた奉書機能が御教書から分離するようになり、管領による管領奉書が従来の御教書の役目を担うようになっていった。地方の守護大名においては御判御教書及び管領奉書を受けて領国の守護代に内容の執行を命じる遵行状、これを受けた守護代が在地に命令する打渡状、守護独自の命令を執行する守護書下などなどの文書が成立した。応仁の乱以後、細川氏の管領独占と幕権掌握によって管領奉書が、室町殿の御判御教書と同格に扱われるようになっていく。そのため、奉行衆が替わって奉書を作成して管領奉書の替わりとする奉行人奉書や室町殿の私的直札が発展した御内書などが用いられるようになった。
戦国時代に入ると、戦国大名や国人領主が独自の命令書を発するようになる。その際に書下や判物、折紙などが用いられたが、やがて書下や奉書など花押の代わりに独自の印判を押した印判状が作成されるようになる。江戸幕府の朱印状・黒印状は印判状の系譜を引いている。